# Savignac (Aveyron)
Savignac – miejscowość i gmina we Francji, w regionie Oksytania, w departamencie Aveyron. W 2013 roku jej populacja wynosiła 704 mieszkańców. 